# Nuestra Señora de París (Catedral de Notre Dame)
La Virgen de París o Nuestra Señora de París es una representación de la Virgen María con el Niño Jesús en sus brazos, venerada en la Catedral de Notre Dame, en París Francia, declarada monumento histórico nacional mediante decreto el 20 de febrero de 1905,misma que sobrevivió al incendio del 2019 que destruyó una  parte del templo. La Iglesia católica lo conmemora el 15 de febrero.

## Historia
La veneración de la Santísima Virgen en París se remonta a los primeros apóstoles de la ciudad, ya que San Pablo estuvo en la Galia (Francia) durante sus viajes, se puede suponer que esta veneración se remonta al primer siglo de la era cristiana. Y si María fue venerada en París en esa fecha temprana, es posible que ella era, ya entonces, conocida como Nuestra Señora de París pues se conoce que la iglesia fue construida por el rey Childeberto en el año 522. 
Fechada a principios del siglo xiv y comisionada especialmente para la basílica, tanto la estatua como su capitel proceden de la Capilla de Saint-Aignan, en el claustro de Notre-Dame. Fue instalada en 1818 sobre un pilar en la fachada occidental de la catedral debido a la destrucción en 1793, en el marco de la Revolución francesa, de la imagen de la Virgen anteriormente emplazada allí. La talla permaneció en dicho lugar hasta 1855 con motivo de la restauración de Notre-Dame por Eugène Viollet-le-Duc, quien reubicó la estatua en el interior, emplazándola frente a la columna sureste del crucero, donde permaneció hasta el incendio producido el 15 de abril de 2019. Hallada intacta cerca de los escombros de la bóveda del crucero y empapada a causa del agua arrojada por el dron empleado en el interior del templo para extinguir el fuego, la imagen fue retirada el 25 de abril por motivos de seguridad. Posteriormente se procedió a instalar una réplica en la Iglesia de Saint-Germain-l'Auxerrois, estatua que más tarde sería reemplazada por la original, siendo la copia destinada a la instalación temporal desplegada en parvis Notre-Dame - place Jean-Paul-II, en la explanada de la catedral.

## Descripción

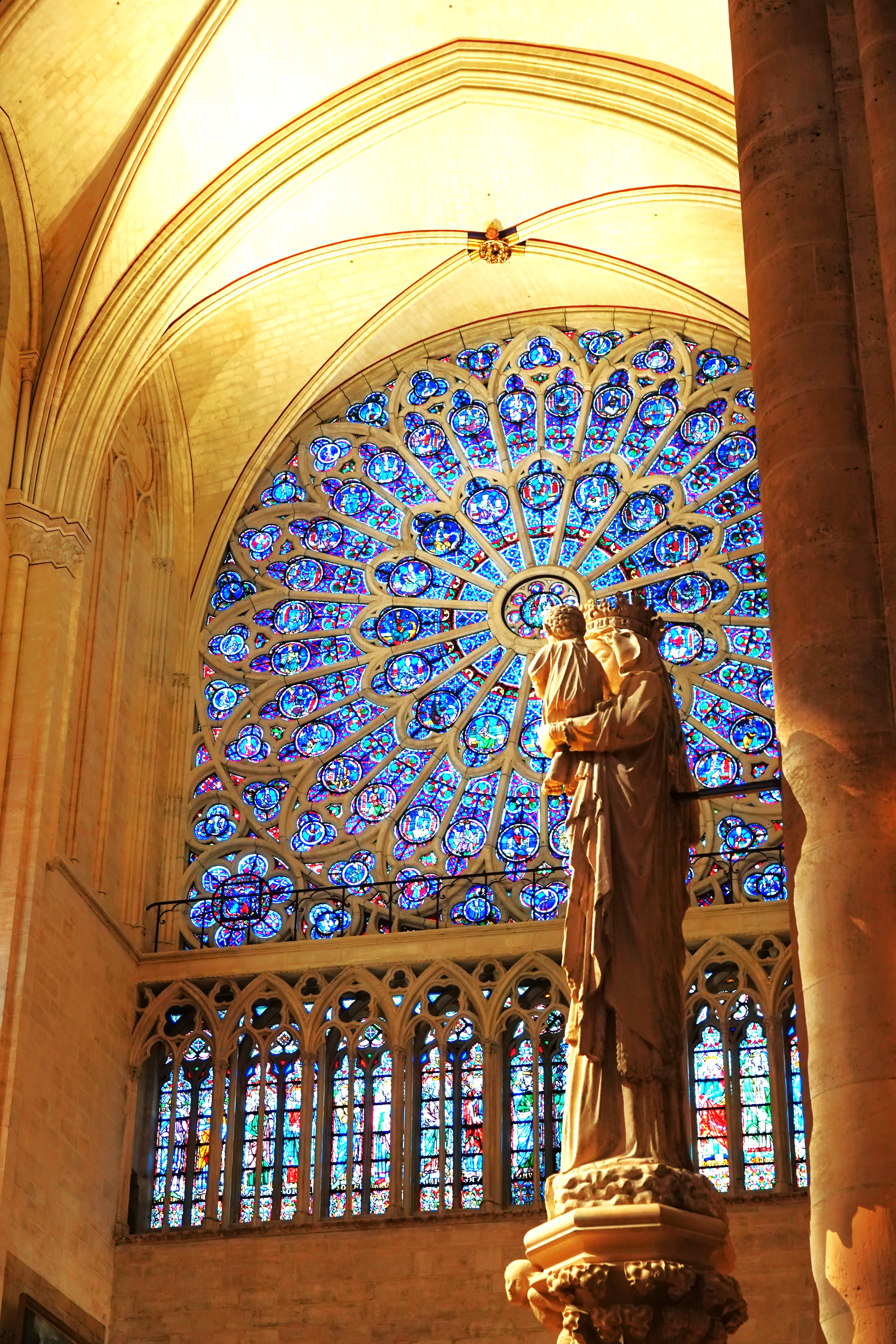
Talla de Nuestra Señora de París.

La imagen, de 180 cm de altura, muestra a la Virgen María de pie sosteniendo a su hijo. A diferencia de otras representaciones anteriores, ambas figuras poseen gran naturalismo y facciones reconocibles. Típico en la imaginería de la época, el Niño Jesús se parece físicamente a un adulto en miniatura en vez de a un bebé, si bien el autor trató de dotar al infante de gestos propios de un niño, como jugar con el velo de su madre o sostener un orbe. La Virgen luce atuendo real y corona, lo que la sitúa como reina de los Cielos, sujetando con su mano derecha una flor de lis, símbolo de la monarquía francesa. Por su parte, el orbe alude a la realeza y santidad de ambos además de caracterizar a Cristo como Salvator Mundi, simbolizando a su vez la Tierra y cómo Jesús es el rey del mundo.
Respecto al estilo, una de las características del gótico fue la división entre escultura y arquitectura, lo que implica que las imágenes eran talladas por separado de sus soportes y no estaban unidas al espacio en el que se hallaban emplazadas. Otro de los elementos característicos era el contraste entre luces y sombras, detalle muy marcado en la Virgen de París por la profundidad de los drapeados presentes en las telas. María posee una exagerada curvatura en forma de S, detalle del gótico que se repetiría hasta bien entrado el siglo xv y cuyo mayor exponente serían, entre otros, las bellas Madonas, aunque a diferencia de los escultores griegos, creadores de este elemento artístico que pretendían enfatizar con ello la sensación de movimiento (contrapposto) y la anatomía, los escultores del gótico emplearon este recurso para resaltar la elegancia y la longitud del cuerpo. No obstante, a comienzos del siglo xiv, con el inicio del gótico tardío, las esculturas empezaron a perder volumen, característica presente en la Virgen, dotada de un atractivo que la vincula por otro lado a la escena de la Dormición de la Catedral de Estrasburgo.
Según una descripción de Joris-Karl Huysmans en su novela de 1898 La Cathédrale: 

¡Ella es apenas bonita, pero tan extraña con su sonrisa alegre en sus labios melancólicos! Vista de un lado, sonríe a Jesús, atenta, casi burlona. Parece que espera una palabra divertida del Niño para decidirse a reír; Es una nueva madre que aún no está acostumbrada a las primeras caricias de su hijo. Mirada desde otro punto, desde otro ángulo, esa sonrisa, tan lista para florecer, se desvanece. La boca hace un puchero y predice el llanto. Quizás al lograr imprimir al mismo tiempo en el rostro de Notre-Dame estos dos sentimientos opuestos, la paz y el miedo, el escultor quiso hacerla traducir al mismo tiempo la alegría de la Natividad y el dolor anticipado del Calvario. Luego habría retratado, en una sola imagen, la Madre de los dolores y la Madre de las alegrías, por delante, sin saberlo, de las Vírgenes de La Salette y de Lourdes.

## La imagen en Le Puy-en-Velay
Otra imagen de nuestra Señora de París, pero de tamaño monumental está Le Puy-en-Velay, en el conjunto eclesiástico de la Virgen Negra de Le Puy-en-Velay. En julio de 1850 el jesuita Gustave Francoise Xavier Lacroix de Ravignan, ideó el colocar en lo alto de la roca Corneille, la imagen monumental de la Virgen de Notre Dame. Para ello se creó un proyecto, un concurso que lo ganó Jean Marie Bonnassieux frente a 53 competidores. La estatua cuenta con 23 metros de altura, y 850 toneladas, que fue inaugurado el 12 de septiembre de 1860.